# Oceà Índic
L'oceà Índic (en àrab, Bahr al-Hind) és la tercera massa d'aigua més gran del món, i cobreix aproximadament el 20% de la superfície de la Terra. Està limitat al nord pel sud de l'Àsia, a l'oest per la península Aràbiga i l'Àfrica, a l'est per la península de Malaca, les illes de la Sonda i Austràlia, i al sud per l'Antàrtida. Està separada de l'oceà Atlàntic pel meridià 20 graus est, al sud de l'Àfrica, i de l'oceà Pacífic pel meridià 147 graus est. El punt més septentrional de l'oceà Índic és situat aproximadament als 30 graus nord de latitud, al golf Pèrsic. L'oceà fa aproximadament 10.000 km d'ample entre les puntes meridionals de l'Àfrica i d'Austràlia; la seva àrea és de 73.556.000 km², incloent-hi la mar Roja i el golf Pèrsic. El volum de l'oceà s'estima en 292.131.000 km³. Hi ha illes petites a les vores continentals.
Els estats independents de l'Índic són Madagascar (abans República Malgaixa), la quarta illa més gran del món; les Comores, les Seychelles, les Maldives, Maurici i Sri Lanka. Indonèsia el voreja. La importància de l'oceà com a ruta de trànsit entre Àsia i Àfrica n'ha fet un focus de conflictes. A causa de la seva extensió, de tota manera, cap nació l'ha dominat amb èxit fins a l'inici del segle xix, quan Anglaterra en controlava la majoria de la terra perimetral. És l'únic oceà que porta el nom d'un país: l'Índia.

## Geografia física

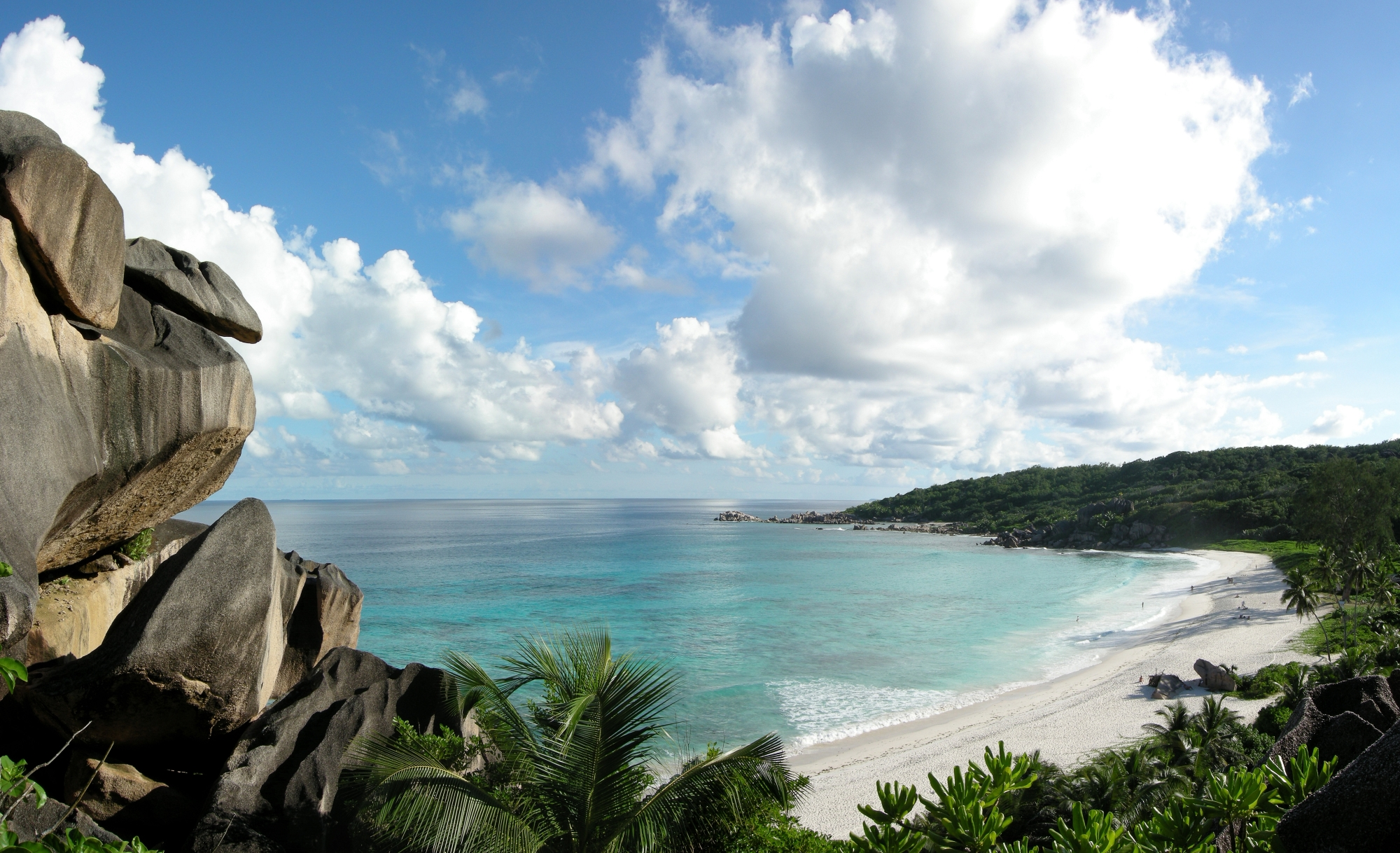
Vista de la costa de les Seychelles, situades a l'oceà Índic.

Les plaques africanes, índiques i antàrtiques convergeixen a l'oceà Índic, en la triple cruïlla de Rodríguez. Els seus contactes estan marcats per branques de la dorsal central oceànica, que forma una Y invertida, amb l'arrel que va cap al sud des del límit de la plataforma continental a prop de Mumbai, a l'Índia. Les conques est, oest i sud estan subdividides en conques més petites per serralades submarines.
Els punts d'ofecs essencials inclouen els de Bab el-Màndeb, d'Ormuz, el de Lombok, el de Malacca i el de Palk. Els mars inclouen el golf d'Aden, el mar d'Andaman, d'Aràbia, el golf de Bengala, la Gran Badia Australiana, el mar De Laccadive, el golf de Mannar, el Canal de Moçambic, els golfs d'Oman i Pèrsic, la Mar Roja, i altres cossos d'aigua tributaris. Està connectat artificialment al Mar Mediterrani mitjançant el Canal de Suez, accessible a través de la Mar Roja

### Localització i delimitació de l'IHO
L'oceà Índic banya el sud de l'Àsia i separa Àfrica i Austràlia.
La tercera edició de l'Organització Hidrogràfica Internacional (International Hydrographic Organization') (IHO), Limits of Oceans and Seas defineix els límits de l'oceà Índic de la següent manera:
| « | Al nord. Els límits meridionals del Mar d'Aràbia i el mar de Laquedives, el límit més al sud de la badia de Bengala, el límit meridional d'Indonèsia, i els límits de la Gran Barrera de Corall a Austràlia A l'oest. Del Cap d'Agulhas al 20° long. Est, seguint cap al sud aquest meridià fins al continent Antàrtic A l'est. Del Cap del sud-est, la punta meridional de Tasmàniai pel meridià 146° 55′ E fins al continent antàrtic. Al sud. l'Antàrtida | » |

El 2000 l'IHO va redefinir l'oceà Índic, desplaçant-ne els límits a 60°S, ja que les aigües que es troben més al sud d'aquesta línia s'identifiquen com a l'oceà Antàrtic. Aquesta nova definició encara no ha estat ratificada (Austràlia ha presentat una objecció) tot i que està en ús per part de l'Organització Hidrogràfica Internacional i altres organismes. Sempre que quan s'adopti, la definició de 2000 serà publicada en la 4a edició de Límits d'oceans i mars, restablint l'oceà Austral com s'indicava en la 2a edició i que posteriorment va ser omès en la 3a edició.

### Hidrologia
Entre els pocs grans rius que flueixen a l'Índic trobem el Zambesi, el Xatt al-Arab (format per la unió del Tigris i l'Eufrates), l'Indus, el Ganges, el Brahmaputra i l'Irauadi. Els corrents marítims estan molt influenciats pels monsons. Els corrents dominants són dos: un a l'hemisferi nord, que es mou en el sentit de les agulles del rellotge, i un altre al sud de l'equador que gira en sentit contrari. Durant el monsó d'hivern, de tota manera, els corrents del nord canvien de direcció. La circulació en aigües profundes està controlada principalment pels fluxos de l'oceà Atlàntic, la mar Roja i els corrents antàrtics. Al nord dels 20 graus de latitud sud la temperatura mínima superficial és de 22 °C, i supera els 28 °C cap a l'est. Al sud dels 40 graus de latitud sud, les temperatures baixen ràpidament.
La salinitat superficial de l'aigua va de 32 a 37 parts per 1.000; la més alta té lloc a la mar d'Aràbia i en un cinturó entre el sud de l'Àfrica i el sud-oest d'Austràlia. Es troben icebergs al llarg de tot l'any a uns 65 graus de latitud sud. El límit nord dels icebergs és d'uns 45 graus de latitud sud.
L'Índic inclou les aigües del mar d'Andaman, el mar d'Aràbia, el golf de Bengala, la Gran Badia Australiana, el golf d'Aden, el golf d'Oman, el canal de Moçambic, el golf Pèrsic i la mar Roja.

#### Corrent d'Agulhas
El  corrent d'Agulhas és un branca del corrent sud-equatorial, format per aigües càlides i que assoleix una velocitat màxima de 4 nusos en un punt unes cent milles de la costa.

#### Altres corrents
- Corrent est de Madagascar
- Contracorrent equatorial
- Indonesian Throughflow
- Corrent de Leeuwin
- Corrent de Madagascar
- Corrent de Moçambic
- Corrent de Somàlia
- Contracorrent sud-australià
- Corrent sud-equatorial
- Corrent Indi de Monsó
- Corrent oest-australià
- Deriva dels vents d'oest

### Mars colindants
Els mars costaners, mars de vora o mars adjacents, són els mars que formen part de l'oceà Atlàntic, però que a raó de la seva pròpia configuració i/o controvèrsies relacionades amb la seva inclusió o no en el conjunt, motiven que les característiques de l'oceà Índic siguin donades amb els seus mars o sense ells.
| Designació          | Localització | Superfície (en km²) | Longitud (en km) | Amplària (en km) | Màx. profunditat (en m.) | Prof. mitjana (en m.) |
| ------------------- | ------------ | ------------------- | ---------------- | ---------------- | ------------------------ | --------------------- |
| Mar d'Andaman       |              | 777.000             | 1.200            | 650              | 87                       | 3.777                 |
| Mar d'Aràbia        |              | 7.500.000           |                  | 2.400            |                          | 4.652                 |
| Mar d'Arafura       |              | 650.000             | 1.290            | 560              |                          |                       |
| Mar de Cèlebes      |              | 280.000             |                  |                  |                          | 6.200                 |
| Mar de Davis        |              |                     |                  |                  |                          |                       |
| Mar de les Moluques |              | 291.000             |                  |                  | 1.074                    | 5.319                 |
| Mar Roja            |              | 440.000             | 1.900            | 300              | 500                      | 2.500                 |
| Mar de Timor        |              | 610.000             |                  | 480              | <200                     | 3.300                 |
| Golf de Bengala     |              |                     |                  |                  |                          |                       |
| Golf Pèrsic         |              | 233.000             | 989              |                  | 50                       | 102                   |

## Geologia

### El fons oceànic
Les plataformes continentals són estretes, d'uns 200 km d'amplada de mitjana. Una excepció n'és la costa oest d'Austràlia, on l'amplada de la plataforma excedeix els 1.000 km. La profunditat mitjana de l'oceà és de 3.890 m, mentre que el seu punt més profund és la fossa de Java, que es troba a uns 7.450 m. Al nord dels 50 graus de latitud sud, el 86% de la conca és coberta de sediments pelàgics, la majoria fets de globigerina. El 14% restant està entapissat de capes de sediments terrígens. Els sediments glacials dominen les latituds meridionals extremes.
Com al més jove dels principals oceans de la Terra té carenes expansives actives que formen part del sistema mundial de dorsals oceàniques:
- Dorsal Carlsberg
- Dorsal sud-oest Índica
- Dorsal sud-est Índica
- Dorsal central Índica

La dorsal 90 est discorre nord-sud al llarg del meridià 90°E, disseccionant l'oceà Índic en una meitat oriental i occidental. Una altra serralada submergida progressa aproximadament direcció nord-sud entre els atols de les Maldives i l'Arxipèl·lag de Chagos.
El Plateau de Kerguelen és un petit continent submergit d'origen volcànic situat a l'oceà Índic del sud.
El Plateau de Mascarene és un altiplà submergit d'uns 2.000 km de longitud que es troba a l'est de Madagascar.

## Clima

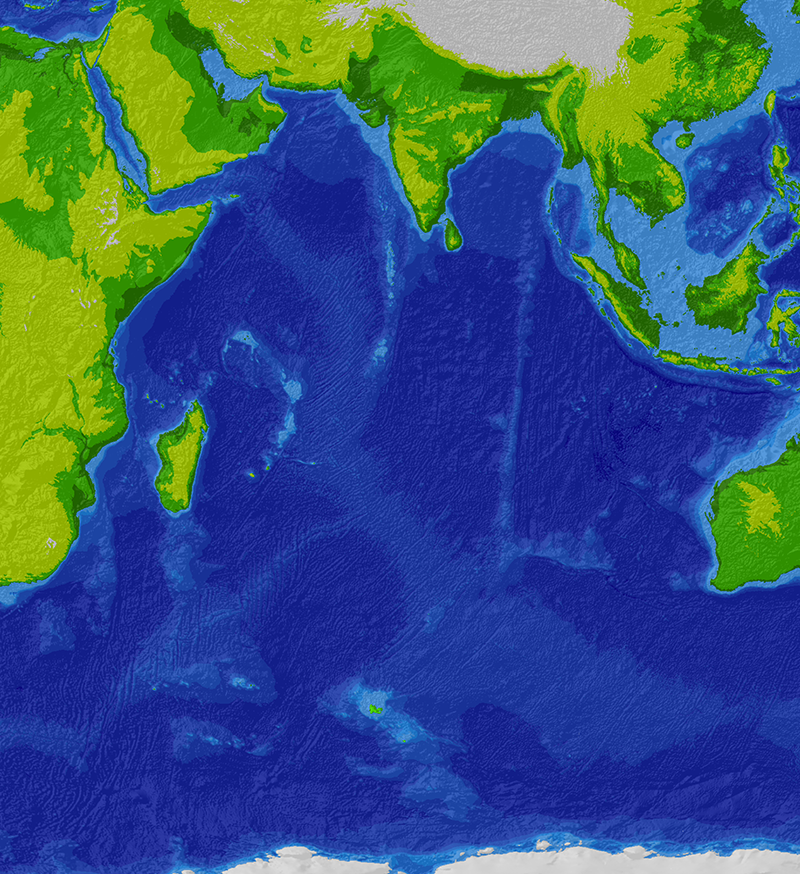
Batimetria

El clima al nord de l'equador està afectat per un sistema de vents monsònics. Vents forts del nord-est hi bufen d'octubre a abril; de maig a octubre dominen els vents sud i oest. A la mar d'Aràbia els violents monsons porten pluja al subcontinent indi. A l'hemisferi sud, els vents són generalment més suaus, però les tempestes d'estiu a prop de Maurici poden ser fortes. Quan els monsons canvien, els ciclons poden colpejar de vegades les costes de la mar d'Aràbia i del golf de Bengala. L'oceà Índic és l'oceà més calent al món.

## Economia

### Recursos naturals
La calor de l'oceà Índic manté la producció de plàncton baixa, excepte al llarg dels límits septentrionals i en alguns punts concrets; la vida marina hi és, doncs, limitada i, per tant, la pesca està limitada als nivells de subsistència. La pesca en aquest oceà és de gran importància per al creixement de països que el voregen, tant per a consum interior i com per a exportació. Les flotes pesqueres des Rússia, el Japó, Corea del Sud i Taiwan també n'exploten els recursos, principalment per a gamba i tonyina.
L'oceà Índic proporciona connexions marítimes essencials entre l'Orient Mitjà, l'Àfrica, i l'Àsia oriental amb Europa i Amèrica. Per tant, una de les funcions econòmiques més importants és la del transport de mercaderies. Els europeus, seguint els antics exploradors, arribaven a l'orient i en tornaven amb sedes, estores, te i espècies. Actualment, suporta un tràfic especialment dens de petroli i productes derivats del petroli des dels jaciments petrolífers del Golf Pèrsic i Indonèsia.
Grans reserves d'hidrocarburs s'estan explotant en àrees d'alta mar de l'Aràbia Saudita, l'Iran, l'Índia, i Austràlia Occidental. Aproximadament un 40% de l'extracció de petroli en alta mar del món ve de l'oceà Índic. Les sorres de platges riques en minerals pesats, i dipòsits d'alta mar s'exploten activament per part dels països fronterers, especialment Índia, Sud-àfrica, Indonèsia, Sri Lanka, i Tailàndia.

### Navegació comercial
L'oceà Índic és un important punt per la comunicació comercial naval a nivell mundial.

#### L'estret de Malaca

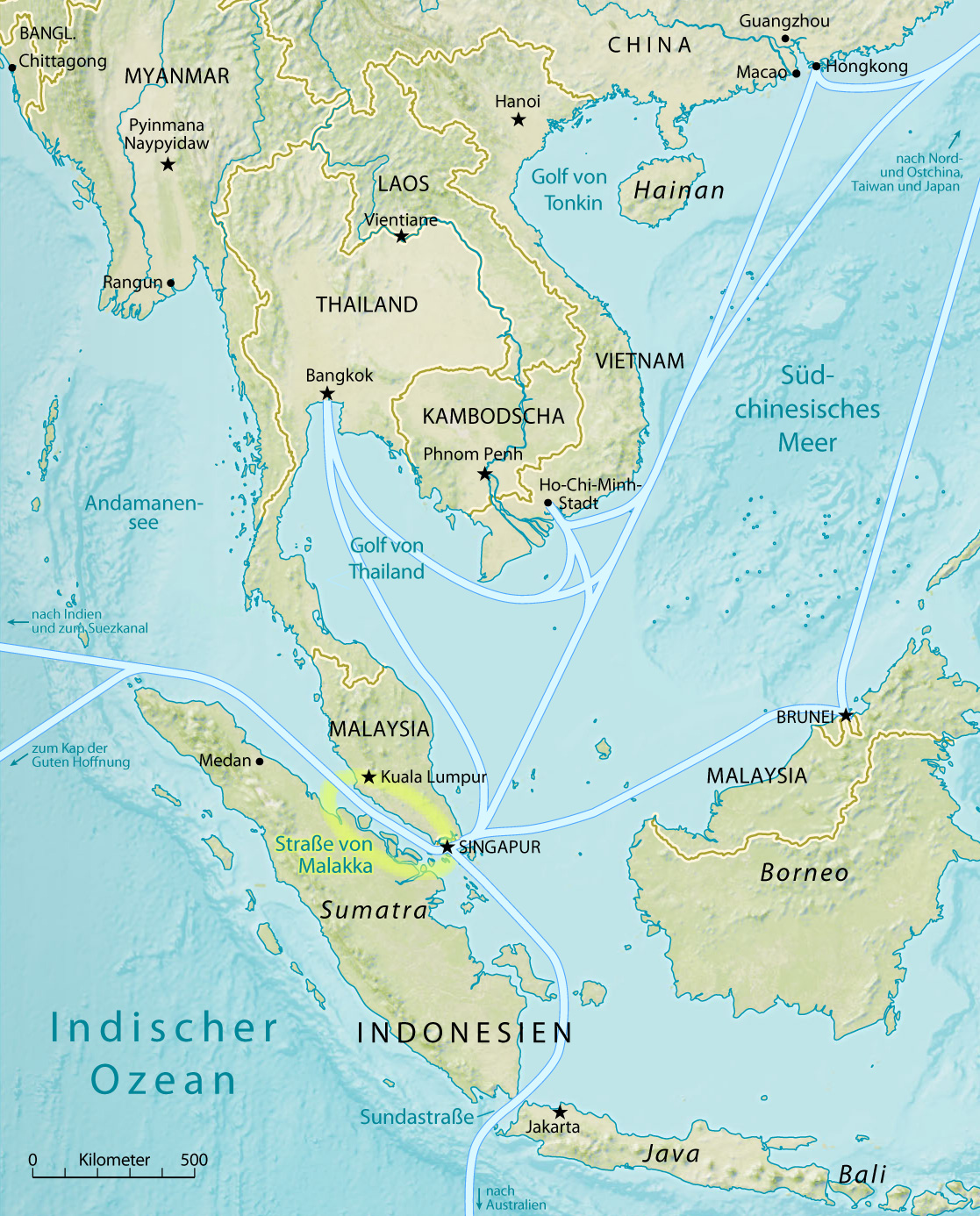
Mapa de l'Estret de Malaca

L'estret de Malaca (en malai Selat Melaka, en indonesi Selat Malaka) és un braç de mar que separa la península de Malaca de l'illa indonèsia de Sumatra, i és la via de comunicació principal entre l'oceà Índic i el Pacífic, i més concretament entre la mar d'Andaman i la mar de la Xina Meridional.
De mitjana, 150 vaixells passen cada dia a través de l'estret, que és una ruta de navegació importantíssima, ja que vincula tota la mar de la Xina amb l'oceà Índic i Europa a través del canal de Suez. A la part central és on es troba la seva mínima profunditat, cosa que condiciona el calat dels vaixells que el travessen. Els vaixells de mida i calat màxims aptes per travessar l'estret es coneixen com a Malaccamax (limitats a un calat de 20 m).

#### Pirateria
A causa del tràfic relativament alt de petroliers, la pirateria a les costes de Somàlia ha augmentat significativament. Això ha representat una amenaça per al transport marítim internacional des de la segona fase de la Guerra Civil de Somàlia al principi del segle xxi.
L'EUNAVFOR (European Union Naval Operation Against Piracy, o Operació de la Unió Naval Europea contra la Pirateria) és una operació militar de la Unió Europea que té com a objectius aturar, prevenir i castigar els actes de pirateria i robatori armat a les costes de Somàlia.

### Amenaces naturals i antròpiques
Existeix el risc de tsunamis deguts a previs terratrèmols, tal com es va patir l'any 2004 amb el tsunami que va tenir lloc prop de l'illa de Simeulue, al nord-oest de l'illa de Sumatra (Indonèsia) el diumenge 26 de desembre de 2004. El terratrèmol va originar un seguit de tsunamis que devastaren les costes d'Indonèsia, Sri Lanka, l'Índia, Tailàndia i altres països amb onades gegants de fins a 30 metres d'altura que arribaren, fins i tot, a les costes d'Àfrica, a 4.500 km de l'epicentre, convertint-se així en la catàstrofe natural més mortífera de la història recent.
Les espècies marines amenaçades inclouen els dugongs, les foques, tortugues i balenes. El petroli i la contaminació de l'aigua deguda als vaixells amenaça el mar d'Aràbia, el golf Pèrsic, i la mar Roja.

## Història
Les civilitzacions més antigues, a les valls del Nil, l'Eufrates, el Tigris i l'Indus, al sud-est d'Àsia, s'han desenvolupat a prop de l'Índic. Durant la primera dinastia d'Egipte (aprox. 3000 aC), es van enviar alguns mariners a aquestes aigües, que viatjaren cap a la regió del Punt. Els vaixells que en tornaven duien or i esclaus. Els fenicis del tercer mil·lenni abans de Crist segurament també hi van arribar, però no hi van establir cap assentament.
Els grecs i romans també en sabien alguna cosa, de l'oceà (Indicus Oceanus); l'autor desconegut del Periple de la Mar Eritrea descriu ports i les costes de l'Àfrica i l'Índia al voltant del segle ii després de Crist: L'Oceà tenia tres golfs principals: El sinus Perimulicitis (Golf de Siam), seguit pel Quersonès Àuric (en llatí: Chersonesus Aurea) que era probablement la península Malaia a la part dels estrets de la seva zona meridional; i el Sinus Gangetious, o Golf de Bengala.
Els indonesis van creuar l'Índic per a establir-se a Madagascar. Es creu que Marco Polo (c. 1254-1324) va tornar de l'Extrem Orient per l'estret de Malaca.
Des de 1405 a 1433, l'Almirall Zheng He va noliejar grans flotes durant la Dinastia Ming i va realitzar diversos viatges per l'oceà Occidental (nom que els xinesos donaven a l'oceà Índic). Les expedicions xineses d'exploració van arribar a l'est d'Àfrica cap al segle xv, però els mercaders àrabs van dominar el comerç a l'Índic abans que Vasco da Gama doblés el cap de Bona Esperança el 1497 i després navegués cap a l'Índia, amb què es convertia en el primer europeu que va fer-ho. Els pobles antics que vivien a la vora de l'oceà van intentar controlar les seves rutes comercials, infructuosament. Portugal va intentar assolir-ne el domini durant més d'un segle, fins que el va perdre a mitjan segle xvii. La Companyia Holandesa de les Índies Orientals (1602-1798) va cercar el control del comerç amb l'orient per l'oceà Índic. França i Anglaterra van establir companyies de comerç en aquesta àrea, que Anglaterra va arribar a dominar cap al 1815.
L'obertura del canal de Suez, el 1869, va reviure l'interès europeu per l'orient, però cap nació en va aconseguir el domini del comerç. Des de la Segona Guerra Mundial el Regne Unit s'ha retirat de la regió, on ha estat parcialment substituït per l'Índia, l'antiga Unió Soviètica i els Estats Units. Els països en vies de desenvolupament que voregen l'oceà volen que sigui una "zona de pau" amb vies de navegació d'ús lliure, tot i que els Estats Units i el Regne Unit disposen d'una base militar a l'atol Diego Garcia, al mig de l'oceà Índic.
El 26 de desembre de 2004, els països al voltant de l'oceà Índic van ser colpits per un tsunami provocat pel terratrèmol. Les ones van ocasionar més de 226.000 morts i més d'1 milió de persones van perdre les seves cases.

## Cultura i literatura
L'oceà Índic és conegut com a Ratnakara en l'antiga literatura sànscrita. Ratnakara significa «el creador de gemmes». També se l'ha anomenat Hindu Mahasagara en llengües índies.

## Annexos geogràfics
Una decisió de l'any 2000 de l'Organització Hidrogràfica Internacional delimita un cinquè oceà, l'oceà Antàrtic, a partir de les parts més meridionals de l'Atlàntic, de l'Índic i del Pacífic. El nou oceà s'estendria des de les costes de l'Antàrtida al nord del 60 graus de latitud sud, coincidint amb el límit del Tractat Antàrtic.

### Àrea
- total: 68.556 milions de km²
- nota: inclou la mar d'Andaman, la mar d'Aràbia, el golf de Bengala, el sud-oest d'Austràlia, el golf d'Aden, el golf d'Oman, el canal de Moçambic, el golf Pèrsic, la mar Roja, l'estret de Malaca i altres braços d'aigua tributaris.

Comparativa d'àrea: unes 5,5 vegades la dels Estats Units.

### Línia de costa
- 66.526 km

### Elevacions extremes
- punt més baix: Fossa de Java (7.258 m)
- punt més alt: 0 m

### Estrets i canals de l'oceà Índic
- Pas de Backstairs
- Estret de Bass
- Estret de Malaca
- Canal de Moçambic
- Estret de Palk
- Estret de Sonda

### Països costaners
- Àfrica del Sud

- Aràbia Saudita
- Austràlia

- Bahrein
- Bangladesh
- Birmània
- Djibouti

- Egipte
- Eritrea

- Iemen
- Índia
- Indonèsia

- Iraq
- Kenya

- Kuwait
- Madagascar

- Malàisia
- Moçambic

- Oman
- Pakistan
- Qatar

- Singapur

- Somàlia
- Sudan

- Tailàndia

- Tanzània

### Ports principals
Mumbai és el principal port comercial indi a la costa de l'oceà Índic. Es coneix sovint com "La Porta de l'Índia". Altres altres ports indis importants a l'oceà Índic inclouen els de Cochin, Calcuta, Visakhapatnam i Chennai; junts controlen l'exportació de béns indis cap a l'est. Aden al Iemen és entre els ports àrabs importants en l'oceà Índic, i els Perth a Austràlia i Karachi al Pakistan són altres ports marítims essencials d'oceà Índic.
Port Louis, Maurici és la instal·lació de maneig de contenidors més gran en l'oceà Índic i pot acollir vaixells de contenidors de quarta i cinquena generació. Actualment, només el de Ciutat del Cap i Port-Louis aconsegueixen aquesta capacitat a l'Àfrica subsahariana.
Altres ports importants són:
- Colombo a Sri Lanka
- Durban i Richards Bay a Sud-àfrica
- Jakarta a Indonèsia
- Diego Garcia a Txagos
- Fremantle a Austràlia

## Illes

### Illes petites
Les nombroses illes de l'oceà Índic poden classificar-se segons criteris diferents. N'hi ha que estan situades prop d'alguna costa continental i n'hi ha que són al mig del mar. Poden formar part d'un arxipèlag o no. El seu interès, a part del seu exotisme i la pròpia singularitat, pot ser de caràcter estratègic o per presentar un ecosistema particular.
- Agalega.[19]
- Amindivi.[20]
- Cargados Carajos.[21]
- Car Nicobar.[22]
- Diego Garcia
  - Seu d'una de les cinc estacions terrestres del sistema GPS.[23]
- Farasan.[24][25]
- Illa Heard.[26]
  - Experiment de l'illa Heard.[27]
- Illa Amsterdam.[28][29]
- Illa de Ramree.[30]
  - Cocodrils.[31]
- Illes Esparses de l'Oceà Índic
- Illa Saint-Paul.[32]
- Illes Mac Donald
- Kamaran.[33]
- Kays
- Kerguelen.[34][35]
- Kilwa Kisiwani.[36]
- Kionga
- Kudummul.[37]
- Lamu.[38]
- Mafia.[39]
- Manda.[40]
- Masira.[41]
- Mtambwe Mkuu.[42]
- Nossi-Bé.[43]
- Nosy Komba.[44]
- Pate.[45]
- Pemba.[46]
- Penang
- Perim
- Rodrigues
- Sandwip
- Socotra
- Tiran
- Tumbatu
- Unguja
- Zalzala